# كريستوفر وول
كريستوفر وول (بالإنجليزية: Christopher Wool)‏ هو رسام وفنان أمريكي، ولد في 1955 في بوسطن في الولايات المتحدة.

## وصلات خارجية
- الموقع الرسمي
- كريستوفر وول على موقع ميوزك برينز (الإنجليزية)
- كريستوفر وول على موقع ديسكوغز (الإنجليزية)